# 黒潮 (駆逐艦)
黒潮（くろしお/くろしほ）は、日本海軍の駆逐艦。陽炎型駆逐艦の3番艦。

## 概要
竣工直後は第二水雷戦隊麾下の第16駆逐隊、続いて第15駆逐隊に所属して、フィリピン攻略戦、蘭印作戦（スラバヤ沖海戦）、ガダルカナル島攻防戦（鼠輸送、南太平洋海戦、第三次ソロモン海戦、ルンガ沖夜戦）等に参加。1943年（昭和18年）5月8日、コロンバンガラ島への輸送作戦中に触雷し、第15駆逐隊の姉妹艦2隻（陽炎、親潮）と同時に沈没した。
「黒潮」の艦名は海上自衛隊の潜水艦に継承され、ガトー級潜水艦「くろしお（旧名ミンゴ）」、うずしお型潜水艦「くろしお」、おやしお型潜水艦「くろしお」が就役した。

## 艦歴

### 太平洋戦争以前
「黒潮」は仮称19号艦として藤永田造船所で1937年（昭和12年）8月31日に起工。
1938年（昭和13年）4月15日、「黒潮」と命名。同日附で艦艇類別等級表に『陽炎型駆逐艦』が新設され、姉妹艦（陽炎、不知火）とともに類別された。
10月25日、「黒潮」は進水。
1939年（昭和14年）10月16日、日本海軍は駆逐艦「響」駆逐艦長岡本次郎少佐を「黒潮」の艤装員長に任命する。10月22日、藤永田造船所に設置された艤装員事務所は事務を開始する。
1940年（昭和15年）1月27日、「黒潮」は竣工。岡本中佐は駆逐艦長（初代）に任命され、艤装員事務所は撤去。同日附で日本海軍は、陽炎型2隻（雪風、黒潮）により第16駆逐隊（司令島崎利雄大佐）を編制。
2月24日、「黒潮」は大阪から呉に回航され、第16駆逐隊は3隻（黒潮、初風、雪風）を揃えた。
第二艦隊・第二水雷戦隊に所属。
10月11日、第16駆逐隊は紀元二千六百年記念行事に伴う紀元二千六百年特別観艦式に参加する。10月26日に「天津風」が、12月15日に「時津風」が竣工して漸次第16駆逐隊に編入されると、「黒潮」は11月15日附で第15駆逐隊に転出した。同駆逐隊は「黒潮」の編入で定数4隻（親潮、早潮、夏潮、黒潮）を揃えた。同日附で岡本中佐（「黒潮」艦長）は海軍水雷学校教官へ転任、駆逐艦「白雲」艦長前川新一郎中佐が、第2代駆逐艦長に任命される。第15駆逐隊も第二艦隊・第二水雷戦隊所属となる。
1941年（昭和16年）6月23日、連合艦隊の第16回応用訓練が終了した午後6時頃、日向灘で駆逐艦3隻（黒潮、夏潮、峯雲）による多重衝突事故が発生。「黒潮」は後進をかけた「峯雲」に追突し、艦首部分に損傷を受けた。修理は呉工廠において約1ヶ月間かけて行われた。7月26日、修理完了。
9月10日、艦長の前川中佐は海軍兵学校副官に補職。駆逐艦「水無月」艦長、重巡洋艦「加古」水雷長、駆逐艦「帆風」艦長等を歴任し、当時は駆逐艦「朝霧」艦長だった宇垣環中佐が後任となった。

### 太平洋戦争緒戦
1941年（昭和16年）12月8日の太平洋戦争開戦時、「黒潮」は引続き同型艦3隻（親潮、早潮、夏潮）と共に第二水雷戦隊（司令官田中頼三少将：旗艦/「神通」）・第15駆逐隊（司令官佐藤寅治郎大佐）に所属し、比島部隊（指揮官高橋伊望中将/第三艦隊司令長官）の指揮下にあった。
開戦と同時に第15駆逐隊はダバオ、ホロ攻略作戦に参加した。
1942年（昭和17年）1月4日、メナド攻略作戦に参加し、以降、ケンダリー攻略作戦、アンボン攻略作戦、マカッサル攻略作戦に参加。一連の任務に従事中の2月8日、マカッサル沖で輸送船団護衛中の第15駆逐隊は米潜水艦「S-37(USS S-37, SS-142)」に襲撃される。「黒潮」は、魚雷が命中して航行不能となった「夏潮」の曳航を行うも、2月9日朝になり浸水が進み「夏潮」は沈没した。第15駆逐隊は司令駆逐艦を「親潮」に変更し、しばらく陽炎型3隻編制で行動を続ける。以後、クーパン攻略作戦、ジャワ南方機動作戦に参加。
3月15日、スラウェシ島スターリング湾を出港し、日本本土まで空母「加賀」（前月、パラオ入港時に座礁して艦底を損傷中）を護衛した。3月22日、佐世保に到着。
4月17日、呉を出撃。フィリピン方面へ進出中の4月18日夕刻、第15駆逐隊はドーリットル空襲に遭遇。「黒潮」は宮崎県都井岬沖でB-25爆撃機に対して主砲10発と機銃31発を発射したが、戦果は無かった。一連の空襲に対処したあと、15駆はフィリピン、カガヤン攻略作戦に参加。5月10日、第15駆逐隊はマニラを出港し、内地帰投中の空母「翔鶴」（5月8日の珊瑚海海戦で大破、損傷中）及び同行駆逐艦2隻（夕暮、漣）と合流、5月17日呉軍港に到着した。
6月上旬のミッドウェー海戦における第二水雷戦隊は、攻略部隊（指揮官近藤信竹第二艦隊司令長官）指揮下にあって、輸送船団の護衛に従事した。6月20日、桂島泊地（瀬戸内海）に戻る。7月16日、呉を出撃してB作戦に参加。ペナン沖で対潜警戒活動を実施。
7月15日、「陽炎」が第18駆逐隊から第15駆逐隊に編入され、15駆は再び陽炎型4隻を揃えた。

### ガダルカナル島の戦い
1942年（昭和17年）8月7日以降、ガダルカナル島の戦いがはじまると、第15駆逐隊および第二水雷戦隊もソロモン諸島に投入され、ガダルカナル島への駆逐艦輸送作戦（鼠輸送）に10回従事した。10月、二水戦はヘンダーソン基地艦砲射撃、南太平洋海戦に参加。11月10日、「黒潮」駆逐艦長は宇垣環中佐から竹内一中佐に交代（竹内は11月6日まで吹雪型24番艦「電」艦長）。直後の第三次ソロモン海戦では、輸送船団の護衛部隊として参加する。
11月24日夜、「早潮」が空襲を受けて大破沈没し、第15駆逐隊は3隻編制（親潮、黒潮、陽炎）になった。
11月30日、第二水雷戦隊司令官田中頼三少将（駆逐艦「長波」座乗）が指揮する第二水雷戦隊（第31駆逐隊《高波、長波、巻波》、第15駆逐隊《親潮、黒潮、陽炎》、第24駆逐隊《江風、涼風》）はルンガ沖夜戦で勝利を収めるが、「高波」を喪失した（第31駆逐隊司令清水利夫大佐戦死）。15駆の2隻（親潮、黒潮）は田中司令官より航行不能となった「高波」救援命令を受けたが、救助活動開始寸前で米艦が接近してきたため、救援を中止して避退した。第二水雷戦隊は引続き、ガダルカナル島へのドラム缶輸送に従事。
12月26日、第15駆逐隊司令は佐藤寅治郎大佐から牟田口格郎大佐に交代。
12月29日附で第二水雷戦隊司令官も田中少将から小柳冨次少将に交代。
1943年（昭和18年）1月以降も第15駆逐隊は引き続きガダルカナル島輸送作戦を始め、各方面の作戦に参加。
1月10日の第六次ガ島輸送作戦では、小柳司令官が「黒潮」に座乗して指揮をとり、一時期的に「黒潮」が第二水雷戦隊旗艦となる。1月11日以降、「黒潮」はトラック泊地で待機し、第二水雷戦隊各艦もトラック泊地に集結していった。
2月上旬、「黒潮」はガダルカナル島撤収作戦（ケ号作戦）に従事する。第二次作戦と第三次作戦で、姉妹艦「舞風」（第4駆逐隊）・「磯風」（第17駆逐隊）がそれぞれ損傷したが、「黒潮」は第二次作戦で至近弾により多少被害を受けた程度であった。作戦終了後、「黒潮」は輸送船と衝突した駆逐艦「江風」（第24駆逐隊）を曳航してショートランド泊地からラバウルに向かう。
2月15日にトラック帰投後、僚艦「陽炎」と共に空母「隼鷹」を護衛する事になった。2月15日、隼鷹隊（隼鷹、黒潮、陽炎）は第三戦隊（金剛、榛名）、空母「冲鷹」、水上機母艦「日進」、重巡2隻（鳥海、利根）、護衛駆逐艦（時雨、大波、嵐）と共にトラック泊地を出港するが、トラック陸上基地に展開中の「隼鷹」航空隊を悪天候のため収容することが出来ず、3隻のみトラック泊地に留まった。2月16日、3隻は航空隊を収容するとトラックを発ち、2月21日に呉へ到着した。以後、呉工廠で修理に従事する。
2月23日附で「黒潮」駆逐艦長は、竹内中佐から、駆逐艦「白露」「海風」の艦長等を歴任した杉谷永秀中佐に交代した。

### 沈没
1943年（昭和18年）4月2日、15駆2隻（黒潮、親潮）は横須賀に到着。4月4日、駆逐艦4隻（黒潮、親潮、漣、響）は、大鷹型航空母艦2隻（大鷹、冲鷹）と重巡「鳥海」を護衛して横須賀を出発、トラックまで護衛した。同時期、ムンダやコロンバンガラ島の部隊が栄養不良などにより戦力が低下していたため部隊の補充交代が実施されることになり、4月29日から5月8日にかけて駆逐艦による6回のコロンバンガラ輸送が行われることになった。第15駆逐隊もこの任務に投入され、4月26日にラバウルへ移動した。「黒潮」は4月29日の第一回、5月3日の第三回と参加したが、毎回同じ航路を取ったため5月6日にアメリカの機雷敷設艦「ガンブル (USS Gamble, DM-15) 」「ブリーズ(USS Breese, DM-18) 」「プレブル(USS Preble, DM-20) 」がブラケット水道に機雷を敷設した。
5月7日17時、第15駆逐隊（親潮、黒潮、陽炎）はブインから第五回の輸送に出発した。3隻は前回同様ファーガスン水道、ブラケット水道を通って5月8日1時ごろにコロンバンガラ島ビラ沖に入泊し、搭載人員、物資を下ろして帰還者を乗せると3時10分ごろに出港した。3時49分、アウェイ島北西約0.6海里で「親潮」が触雷。それを潜水艦の雷撃と考えた「黒潮」「陽炎」は爆雷を投下したが、4時11分ごろに今度は「陽炎」が触雷し、5時6分に「黒潮」も触雷して瞬時に沈没した。損傷した「親潮」と「陽炎」も、米軍機の空襲を受け沈没した。「黒潮」では83名の戦死者が出た。救助に向かっていた第4駆逐隊司令杉浦嘉十大佐指揮下の駆逐艦2隻（萩風、海風）は速報を受けて遭難現場に到着したが、生存者より3隻沈没の報告を受けて引き返した。
6月1日、杉谷中佐は黒潮駆逐艦長の職務を解かれた。
6月20日、陽炎型3隻（黒潮、親潮、陽炎）は帝国駆逐艦籍より除籍。全滅した第15駆逐隊も同日附で解隊された。陽炎型駆逐艦の名称も「不知火型駆逐艦」に改定され、3隻は不知火型駆逐艦籍からも削除された。

## 歴代艦長
艤装員長
1. 岡本次郎 少佐/中佐：1939年10月15日[9] - 1940年1月27日[12]

駆逐艦長
1. 岡本次郎 中佐：1940年1月27日[12] - 1940年11月15日[19]
2. 前川新一郎 中佐：1940年11月15日[19] - 1941年9月10日[24]
3. 宇垣環 中佐：1941年9月10日[24] - 1942年11月10日[43]
4. 竹内一 中佐：1942年11月10日[43] - 1943年2月23日[65]
5. 杉谷永秀 中佐：1943年2月23日[65] - 1943年6月1日[82]